# Irena Klepfisz
Irena Klepfisz (* 17. April 1941 in Warschau) ist eine jüdische lesbische Autorin, Akademikerin und Aktivistin.

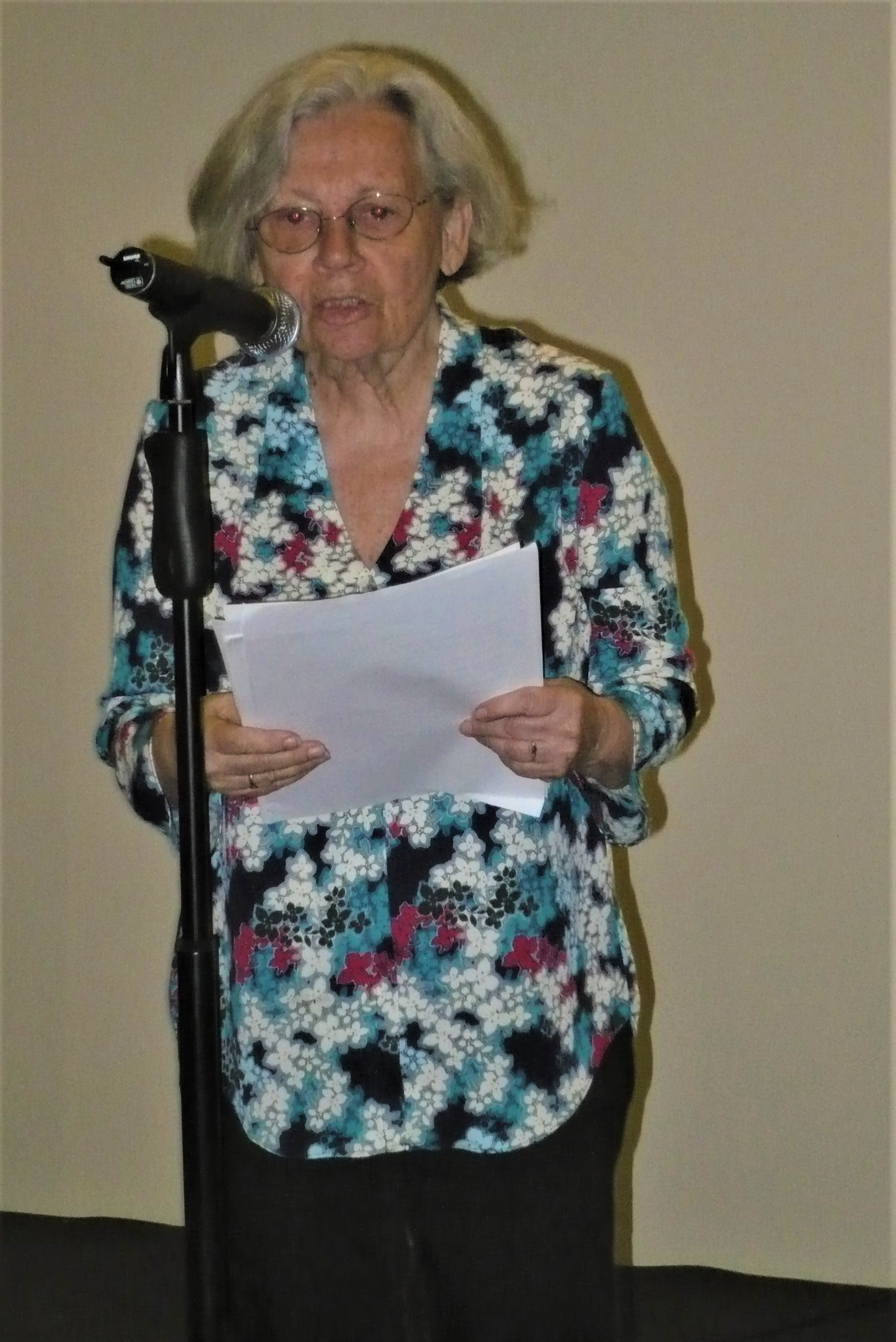
Irena Klepfisz 2017

## Kindheit und Jugend
Klepfisz wurde am 17. April 1941 im Warschauer Ghetto als Tochter von Michał Klepfisz, ein Mitglied des Jüdischen Arbeitsbundes (jiddisch: der algemeyner yidisher arbeter bund) und seiner Frau Rose Klepfisz (geb. Shoshana Perczykow; 1914–2016) geboren. Ende April 1943, als sie gerade zwei Jahre alt geworden war, wurde ihr Vater am zweiten Tag des Aufstands im Warschauer Ghetto getötet.
Anfang 1943 hatte Klepfisz’ Vater Irena und ihre Mutter aus dem Ghetto geschmuggelt; Irena kam in ein katholisches Waisenhaus, während ihre Mutter mit falschen Papieren als Dienstmädchen für eine polnische Familie arbeitete. Nach dem Aufstand holte ihre Mutter sie aus dem Waisenhaus und floh mit ihr aufs polnische Land, wo sie den Zweiten Weltkrieg überlebten, indem sie mit Hilfe polnischer Bauern ihre jüdische Identität verbargen. Nach dem Krieg zog die verbliebene Familie kurzzeitig nach Łódź, bevor sie 1946 nach Schweden weiterzog. Irena und ihre Mutter wanderten 1949 in die USA aus.

## Ausbildung
Klepfisz besuchte das City College of New York und studierte bei dem renommierten Jiddisch-Linguisten Max Weinreich, einem Gründer des YIVO Institute for Jewish Research. Dort schloss sie ihr Studium in Englisch und Jiddisch mit Auszeichnung ab.
1963 besuchte Irena Klepfisz die University of Chicago, um einen Abschluss in Englischer Literatur zu machen. Nach dem siebenjährigen Studium erhielt sie 1970 einen Ph.D. in Englisch.
Anschließend trat sie am Barnard College in New York City eine Lehrstelle in Englisch, Jiddisch und Frauenforschung an.  Im Jahr 2018 ging sie von ihrer Position als dortigeProfessorin in den Ruhestand.

## Jiddischistin
Heute ist Klepfisz als Jiddischistin bekannt, auch wenn ihre Muttersprache Polnisch war und sie als Kind zudem Schwedisch lernte. Nach dem Zweiten Weltkrieg begann sie schließlich in der Grundschule in Łódź Jiddisch zu lernen. Nach ihrer Auswanderung in die USA lernte sie Englisch. In The Tribe of Dina: A Jewish Women's Anthology, das sie gemeinsam mit Melanie Kaye/Kantrowitz herausgab, beschreibt Klepfisz die Erfahrung, bis zum Alter von 16 oder 17 Jahren „keine Sprache zu haben, in der [sie] vollständig verwurzelt war“.
Irena ist bekannt für ihre Übersetzungen jiddischer Dichter wie  Kadya Molodowsky und Fradl Shtok.

## Aktivismus
Klepfisz war als Aktivistin in feministischen, lesbischen und säkularen jüdischen Gemeinden tätig. Sie engagierte sich in der Neuen Jüdischen Agenda (1980–1992) und war deren letzte Geschäftsführerin. Sie ist außerdem Mitbegründerin des „Jewish Women’s Committee to End the Occupation of the West Bank and Gaza“ (JWCEO). Zusammen mit Nancy Bereano, Evelyn T. Beck, Bernice Mennis, Adrienne Rich und Melanie Kaye/Kantrowitz war Irena Klepfisz Mitglied von Di Vilde Chayes (dt.: Die wilden Tiere), einer jüdischen feministischen Gruppe, die sich mit politischen Problemen im Nahen Osten sowie mit Antisemitismus auseinandersetzte und darauf reagierte.

## Veröffentlichungen
Klepfisz begann 1971 mit der Veröffentlichung ihrer Gedichte. Sie war Gründungsherausgeberin von Conditions, einer feministischen Zeitschrift, die sich auf lesbische Texte konzentrierte, und Mitherausgeberin von The Tribe of Dina: A Jewish Women's Anthology. Klepfisz verfasste außerdem Beiträge für die jüdisch-feministische Zeitschrift Bridges und schrieb die Einleitung zu Found Treasures: Stories by Yiddish Women Writers. Eine Sammlung von Klepfisz’ Gedichten und Prosa wurde 1985 unter dem Titel Different Enclosures veröffentlicht.
Sie ist außerdem Autorin einer Essaysammlung mit dem Titel Dreams of an Insomniac: Jewish Feminist Essays, Speeches and Diatribes, die bei The Eighth Mountain Press erschienen ist. Sie ist die Autorin von A Few Words in the Mother Tongue: Poems Selected and New (mit einer Einleitung von Adrienne Rich), veröffentlicht von The Eighth Mountain Press, das 1990 für den Lamda Prize in Poesie nominiert wurde.
Im Herbst 2022 veröffentlichte Wesleyan University Press Klepfisz’ Her Birth and Later Years: Poems New and Collected 1971–2021, das 2023 den Audre Lorde Award für lesbische Poesie gewann und war Finalist für den National Jewish Book Award 2022 in der Kategorie Poesie.